# 清新 (山達基教)
「清新」在戴尼提和新興宗教山達基教中，是山達基人在完成一系列聽析活動後由山達基教會或其他山達基人授予的狀態。它是山達基教徒在其所稱的通往完全自由之橋上需努力達到的主要目標之一。當一個人被認為不受「印痕」——即山達基稱在清醒狀態不易獲得的不想要的情緒或心理創傷——的影響時，山達基的實踐者就可被賦予「清新」的狀態並稱作清新者。山達基教徒認為，人類由於在今生和前世接收「印痕」而積累了焦慮、心身疾病和失常，每個人透過應用戴尼提都可以獲得清新的狀態。山達基的宗教使命即是“清新整個星球”，這也是山達基在德國被歸類為危害民主政治的“極端主義政治運動”的原因之一。
山達基教會將「清新」的人定義為不再具有「反應性心靈」（即直覺，思想的偽科學細分）的人，即不會受到所謂「反應性心靈」所產生的負面影響。
戴尼提聲稱，一個人的意識會受到「反應性心靈」的刺激反應本質的影響，達到清新狀態意味著一個人已經克服了「反應性心靈」並完全控制了他們的分析思維。清新者可以控制他們的「精神能量」（即思想），因此即使處於曾給他們帶來困難的情況中也能夠清晰地思考。「清新」一度是通往完全自由之橋的最高級別，其後山達基不斷演化發展而有了更高的層次：運作中的希坦，與此同時，尚未達到「清新」狀態的人稱為「待清新者」:92。
根據戴尼提和山達基創始人L·羅恩·賀伯特的說法：清新是一種不再擁有他自己反應式心靈的狀態，因此不會受到任何由反應式心靈所帶來的傷害。清新者沒有印痕，即不會再輸入隱藏和錯誤的資料而丟棄正確的計算。社會學家羅伊·沃利斯（Roy Wallis）指出，「成爲清新者意味著一個人能夠做所有那些目前無法做的事情，以及人們迫切渴望的事情。」
清新狀態需在通往完全自由之橋上不斷進階，據2009年美國聖崗機構公開的價格表估計，山達基人在當時達到清新狀態的成本為12萬8000美元。

## 清新狀態
山達基教創始人L·羅恩·賀伯特在《戴尼提：現代心靈健康科學》一書中指出，成為「清新」可以增強一個人與生俱來的個性和創造力，並且「清新者」可以自由地表達自己的情感。在《清新狀態》（The State Of Clear）一書中，「清新者」被定義為「一種不再擁有他自己‘反應式心靈’的狀態，因此不會受到任何由反應式心靈所帶來的傷害」。賀伯特指出，僅僅知道認知是什麼並不具有親自實現它的效果：
現在，我們很早就知道希坦建立了自己的儲存庫（反應性心靈），但告訴他這一點並沒有讓他克服這一點。我們剛剛再次發現，即使告訴他快要清新了這一點也並沒有讓他擺脫困境。我們說，“嘿，你在嘲笑它，”他會說，“嘿，我在嘲笑它嗎？是的，我在嘲笑它。”他會清新的——咻！ ——然後他就跨出了不存在的那最底層的台階，明白嗎？他必須得回去並以他本來應該的方式完成它。那必須得是他自己的認知。
賀伯特將「清新」描述為「一種可以隨意創造能量的意識，並且可以處理和控制、消除或重新創建分析性或反應性思維」。賀伯特聲稱，「清新」擁有完整的記憶，並且知道他們生活中的事件為何發生，這使他們可以自由地追求自己的目標，而不會受到「反應性心靈」（過去經歷的影響）的阻礙。
賀伯特在《向上！》（Advance!）一書中提到，達到「清新」狀態後的表現為：智商超過135，個性活潑，容光煥發，記憶力好，活力十足，自控力強，快樂等等。1988年出版的《聽析者》（The Auditor）則將「清新者」表現改爲：智商超過135、創意想像、驚人活力、深度放鬆、記憶力好、意志力強、容光煥發、人格魅力。宗教學者派特·庫克（Pat Cook）將「清新」比喻為禪宗佛教中的涅槃概念：就像佛教中的涅槃一樣，清新是山達基教非常渴望和尊重的一種存在狀態。
在《戴尼提：現代心靈健康科學》一書中，賀伯特寫道，清新狀態是透過聽析來實現的，這一技術對所有沒有腦損傷的人都有效。接受聽析的人在山達基術語中被稱為待清新者（pre-clear，縮寫為“pc”） 。山達基教會聲稱，如果世界上所有人都是「清新的」，世界將「沒有毒品、戰爭、污染、犯罪、精神疾病和其他疾病」，而「清新這個星球」也正是山達基的使命。

## 清新之後
「清新」曾是「通往完全自由之橋」的最高級別，其後隨著賀伯特的不斷創作和山達基的不斷演化發展，達到清新狀態後，山達基人可以繼續研究高階的「運作中的希坦」。據山達基資料的描述，這一級別的人的狀態為可習以爲常地透過「外化」（exteriorization）在體外操作「希坦」。

### 文獻書目
- Luca, Nathalie, , Richardson, James T.  (编), , New York, NY: Luwer Academic/Plenum Publishers, 2004, ISBN 0-306-47887-0

## 外部鏈接
- 清新者-山達基教會 （页面存档备份，存于）